# Скрада
Скрада (рум. Scrada) — село у повіті Горж в Румунії. Входить до складу комуни Берлешть.
Село розташоване на відстані 199 км на захід від Бухареста, 34 км на південний схід від Тиргу-Жіу, 63 км на північ від Крайови.

## Населення
За даними перепису населення 2002 року у селі проживали 300 осіб, усі — румуни. Усі жителі села рідною мовою назвали румунську.